# Ngô Văn Chiêu
Ngo Van Chieu (vietnamsky Ngô Văn Chiêu)(28. února 1878, Saigon – 18. dubna 1932, Tiền Giang) byl úředníkem francouzské koloniální vlády v Kočinčíně (tj. jižním Vietnamu), který založil nový, synkretický náboženský směr, kaodaismus (viet. Đạo Cao Đài). V kaodaistickém učení figuruje rovněž pod církevním jménem Ngo Minh Chieu (viet. Ngô Minh Chiêu).